# Daniel Kenedy
Daniel Kenedy (* 18. Februar 1974 in Bissau) ist ein ehemaliger portugiesischer Fußballspieler und heutiger -trainer. Er war Abwehr- und Mittelfeldspieler.
Er begann seine Karriere bei Benfica Lissabon, mit denen er 1993 portugiesischer Pokalsieger wurde. 1994 gewann er mit Benfica die Meisterschaft und 1996 erneut den Pokal. 1996/97 spielte er bei Paris Saint-Germain, mit denen er um den UEFA Super Cup 1997 spielte, aber gegen Juventus Turin unterlag. Danach ging er zurück nach Portugal und gewann mit dem FC Porto mit Meisterschaft und Pokal das Double 1998. Dann wechselte er zum CF Estrela Amadora. Von 2001 bis 2003 stand er bei Marítimo Funchal unter Vertrag. Weitere Stationen waren Sporting Braga, Académica de Coimbra, APOEL Nikosia in Zypern, Ergotelis, Kallithea FC, Aias Salamina und Peramaikos FC (alle Griechenland). 2012 beendete er seine Laufbahn.
Kenedy nahm mit der portugiesischen Olympiaauswahl an den Olympischen Spielen 1996 teil und erreichte den vierten Platz. Er gehörte auch zum Kader der Weltmeisterschaft 2002. Kurz vor der endgültigen Nominierung wurde er aber positiv getestet und wegen Dopings mit Furosemid und Nandrolon für 18 Monate gesperrt.